# Marcianòpolis

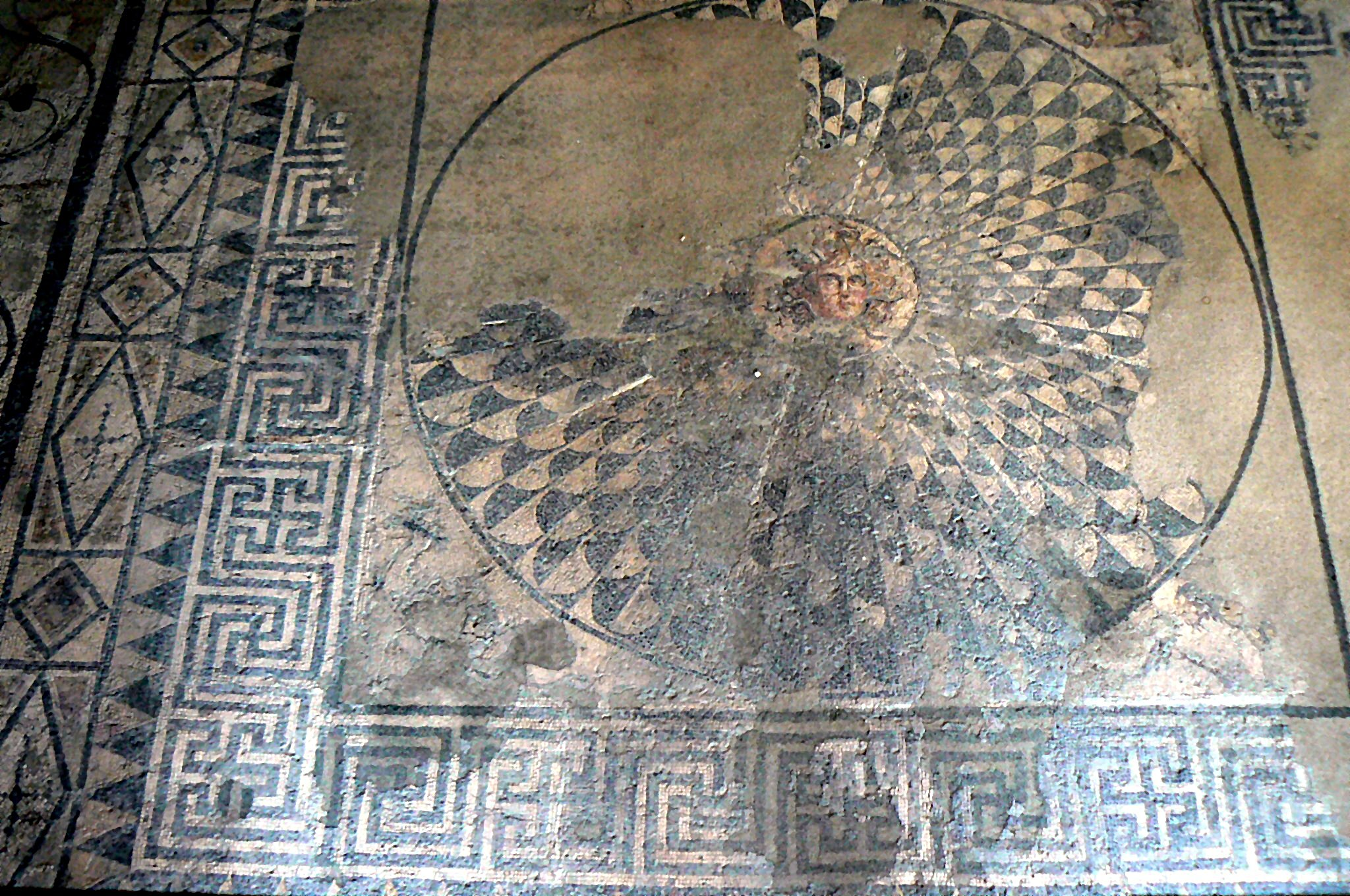
Un mosaic amb una imatge de la gorgona Medusa a Devnya, al Museu dels Mosaics

Marcianòpolis (en llatí Marcianopolis, en grec antic Μαρκιανούπολις) va ser una ciutat de Mèsia a menys de 30 km d'Odessus (actual Varna). El seu nom li va ser donat en honor d'Úlpia Marciana, la germana de Trajà, segons Ammià Marcel·lí. El seu emplaçament correspon a la moderna ciutat búlgara de Devnia.
Claudi II el Gòtic va derrotar els gots en diverses batalles prop d'aquesta ciutat. Valent hi va instal·lar un quarter d'hivern permanent l'any 368 on, en anys successius acampaven les legions. Un enfrontament entre el governador de Marcianòpolis, Lupicí, i el rei got Fritigern, va marcar l'inici d'una sèrie d'enfrontaments entre gots i romans. Hi va tenir lloc, entre d'altres, la batalla de Marcianòpolis l'any 376. Els huns la van destruir en 447 després de la batalla de l'Utus.
L'any 587, els àvars la van saquejar però els romans d'Orient la van recuperar i la van fer servir de base per al seu atac contra els àvars més enllà del Danubi l'any 596.
Al segle vii, es va dir Peristhlava o Presthlava (Περισθλάβα) i va ser la capital del regne de Bulgària. L'any 917 la va conquerir Sviatoslav el Rus, i més tard la va reconquerir Joan Zimisces, que va matar 8.500 russos i va alliberar els fills del rei búlgar, als que va donar una diadema reial simbòlica.
A mesura que els eslaus es van establir als Balcans al segle vii, van anomenar les ruïnes de l'antiga ciutat Devina. En l'actualitat, les restes de la ciutat romana són l'amfiteatre i diversos mosaics. El Museu dels Mosaics a Devnya conté alguns mosaics in situ.